# Stereo Love
„Stereo Love“ је песма румунског музичара Едварда Маје са молдавско-румунском музичарком Виком Жигулином. Објављен је као њихов дебитантски сингл 23. фебруара 2009. за радио у Румунији, а касније је укључен на Мајин дебитантски студијски албум, The Stereo Love Show (2014). Песму су написали Маја и Жигулина. Азербејџански музичар Елдар Мансуров наведен је као композитор за обраду песме „Bayatılar“ из 1989. Мансуровов допринос је првобитно био непотписан, али је касније признат кроз уговор потписан између њега и Маје у јануару 2010. То је евроденс, техно и тренс песма са текстовима о љубави, а такође прати румунски тренд попкорн популаран у време објављивања.
Музички критичари дали су генерално позитивне критике песме по објављивању, истичући универзалну привлачност. На додели Билборд музичких награда 2011., песма је награђена „Најбоља денс песма“. Комерцијално, "Stereo Love" је у августу 2009. достигао друго место на румунским Топ 100 и постао светски хит у наредне две године. Песма је била број један у Чешкој, Финској, Француској, Ирској, Норвешкој, Португалу, Словачкој, Шпанији и Шведској, а даље је била међу првих пет у неколико других земаља укључујући Немачку, Италију, Холандију и Уједињено Краљевство. Досегла је 16. место на америчкој Billboard Hot 100 и ту је најбоља румунска песма. Алтернативна северноамеричка верзија песме "Stereo Love" објављена са Миом Мартином била је међу првих десет хитова у Канади. Маја наводно није одобрио издавање ове верзије и завршила је у тужби са кућом Cat Music.

## Позадина и издавање
Маја се први пут укључио у музичку сцену 2006., када је био студент на Националном универзитету за музику у Букурешту и допринео писању песме „Tornero“ коју је извео Михај Трајстарју на Песми Евровизије 2006. Уочи објављивања „Stereo Love“, Маја је био у вези са Жигулином. Дипломирала је на музичком факултету пре него што је радила у румунским клубовима.
„Stereo Love“ је емитована на радију у Румунији 23. фебруара 2009. 6. јула 2009. издавачка кућа Cat Music је учинила песму доступном за дигитално преузимање у неколико земаља, укључујући Румунију, Немачку, Италију, Шпанију и Уједињено Краљевство. У Француској је „Stereo Love“ објављен у истом формату 19. октобра 2009., а такође је издат ЦД сингл у новембру исте године. Касније је објављена и шпанска верзија песме.

## Композиција
Музички критичари су описали „Stereo Love“ као евроденс, техно и трeнс песма. Такође се може приписати жанру попкорн, који је био међународно популаран у време објављивања песме. „Stereo Love“ је написан у цис-молу и има темпо од 127 откуцаја у минути (BPM), са амбитусом вокала који се протеже од C3 до B4. Текст су написалеи Маја и Жигулина, док су продукцију обавили заједно са Илијем Александруом. Азербејџански музичар Елдар Мансуров је наведен као композитор у песми „Stereo Love“ за обраду песме „Bayatılar“ из 1989. коју је извела азербејџанска певачица Брилијан Дадашова.

## Признања
2010. „Stereo Love“ је номинована за Балканску музичку награду за „Најбољу песму на Балкану из Румуније за 2009.“, као и за Румунску музичку награду у категорији „Најбоља песма“. На додели музичких награда Билборд 2011., песма „Stereo Love“ освојила је награду за „Најбољу денс песму“, што је била прва победа неког румунског извођача.

## Комерцијални успех
„Stereo Love“ је имала сличну комерцијалну путању као и неколико других румунских песама објављених крајем 2000-их и била је део успона Румуније као центра европске денс музичке сцене. Неколико песама је прво стекло популарност у клубовима у румунским одмаралиштима, а затим је постепено прешло на јужну и југоисточну Европу, као и на Уједињено Краљевство и немачко говорно подручје Европе. У интервјуу из децембра 2022., Маја је описао како је у почетку био фрустриран успехом албума „Stereo Love“, јер се плашио да ће остати чудо од једног хита. То је резултирало периодом у којем је „стварао исти стил музике, користећи исту хармонику, исте гласове, у нади да ће надмашити претходни успех“.

## Промоција
По објављивању у фебруару 2009., песму „Stereo Love“ пратио је музички спот који је у међувремену уклоњен са YouTube-а. Још један музички спот режирао је Драгош Булига, а снимљен је на острву Миконос у јуну 2009. Први пут је објављен на Јутјуб каналу Cat Music-а 6. јула 2009., али је од тада значајно да су га на платформу поставиле и друге издавачке куће као што су Spinnin' и Ultra Records. „Stereo Love“ је прва румунска песма која је скупила милион прегледа на Јутјубу. Музички спот приказује појединачне снимке Маје и Жигулине како шетају улицама острва током дана пре него што се пронађу и загрле на мору у залазак сунца.

## Топ листе
| Chart (2009–2011)                                         | Peak position |
| --------------------------------------------------------- | ------------- |
| Austria (Ö3 Austria Top 40)                               | 2             |
| Belgium (Ultratop 50 Flanders)                            | 7             |
| Belgium (Ultratop 50 Wallonia)                            | 2             |
| Canada (Canadian Hot 100)                                 | 19            |
| Canada (Canadian Hot 100) Mia Martina remix               | 10            |
| Canada AC (Billboard)                                     | 30            |
| Canada AC (Billboard) Mia Martina remix                   | 14            |
| Canada Hot AC (Billboard) Mia Martina remix               | 8             |
| Canada CHR/Top 40 (Billboard)                             | 39            |
| Canada CHR/Top 40 (Billboard) Mia Martina remix           | 7             |
| Canadian Digital Song Sales (Billboard)                   | 20            |
| Canadian Digital Song Sales (Billboard) Mia Martina remix | 9             |
| CIS (Tophit)                                              | 2             |
| Czech Republic (Rádio – Top 100)                          | 1             |
| Denmark (Tracklisten)                                     | 2             |
| European Hot 100 Singles (Billboard)                      | 3             |
| Euro Digital Song Sales (Billboard)                       | 1             |
| Finland (Suomen virallinen lista)                         | 1             |
| France (SNEP)                                             | 1             |
| France (SNEP) Download Chart                              | 1             |
| Germany (Official German Charts)                          | 4             |
| Global Dance Songs (Billboard)                            | 2             |
| Greece Digital Song Sales (Billboard)                     | 2             |
| Hungary (Rádiós Top 40)                                   | 8             |
| Hungary (Dance Top 40)                                    | 1             |
| Ireland (IRMA)                                            | 1             |
| Italy (FIMI)                                              | 4             |
| Luxembourg Digital Song Sales (Billboard)                 | 5             |
| Mexico (Billboard Mexican Airplay)                        | 10            |
| Mexico (Billboard Ingles Airplay)                         | 2             |
| Mexico Anglo (Monitor Latino)                             | 9             |
| Netherlands (Dutch Top 40)                                | 1             |
| Netherlands (Single Top 100)                              | 5             |
| Norway (VG-lista)                                         | 1             |
| Poland (Dance Top 50)                                     | 2             |
| Portugal Digital Song Sales (Billboard)                   | 1             |
| Romania (Nielsen Music Control)                           | 5             |
| Romania (Romanian Top 100)                                | 2             |
| Romania (Romania Radio Airplay)                           | 7             |
| Romania (Romania TV Airplay)                              | 1             |
| Russia Airplay (TopHit)                                   | 2             |
| Scotland (OCC)                                            | 2             |
| Slovakia (Rádio – Top 100)                                | 1             |
| Spain (PROMUSICAE)                                        | 1             |
| Sweden (Sverigetopplistan)                                | 1             |
| Switzerland (Schweizer Hitparade)                         | 2             |
| Switzerland (Media Control Romandy)                       | 1             |
| Ukraine Airplay (TopHit)                                  | 6             |
| UK Singles (OCC)                                          | 4             |
| UK Dance (OCC)                                            | 1             |
| US Billboard Hot 100                                      | 16            |
| US Adult Top 40 (Billboard)                               | 35            |
| US Dance/Mix Show Airplay (Billboard)                     | 1             |
| US Hot Latin Songs (Billboard)                            | 22            |
| US Mainstream Top 40 (Billboard)                          | 11            |
| US Rhythmic (Billboard)                                   | 23            |
| US Tropical Airplay (Billboard)                           | 21            |

| Chart (2012)            | Peak position |
| ----------------------- | ------------- |
| CIS (TopHit)            | 114           |
| Russia Airplay (TopHit) | 108           |

| Chart (2013)            | Peak position |
| ----------------------- | ------------- |
| CIS (TopHit)            | 153           |
| Russia Airplay (TopHit) | 142           |

| Chart (2014)            | Peak position |
| ----------------------- | ------------- |
| CIS (TopHit)            | 139           |
| Russia Airplay (TopHit) | 122           |

| Chart (2018)             | Peak position |
| ------------------------ | ------------- |
| Ukraine Airplay (TopHit) | 128           |

| Chart (2023)                    | Peak position |
| ------------------------------- | ------------- |
| Moldova Airplay (TopHit)        | 161           |
| Poland (Polish Airplay Top 100) | 56            |

| Chart (2024)             | Peak position |
| ------------------------ | ------------- |
| Estonia Airplay (TopHit) | 177           |
| Moldova Airplay (TopHit) | 48            |

| Chart (2025)                    | Peak position |
| ------------------------------- | ------------- |
| Moldova Airplay (TopHit)        | 35            |
| Poland (Polish Airplay Top 100) | 46            |

| Chart (2009–2010)               | Peak position |
| ------------------------------- | ------------- |
| Brazil (Brasil Hot 100 Airplay) | 8             |
| Brazil (Brasil Hot Pop Songs)   | 2             |
| CIS (TopHit)                    | 2             |
| Russia Airplay (TopHit)         | 2             |
| Ukraine Airplay (TopHit)        | 13            |

| Chart (2025)             | Peak position |
| ------------------------ | ------------- |
| Moldova Airplay (TopHit) | 57            |

| Chart (2009)                    | Position |
| ------------------------------- | -------- |
| CIS (TopHit)                    | 21       |
| France (SNEP)                   | 15       |
| Netherlands (Dutch Top 40)      | 24       |
| Netherlands (Single Top 100)    | 30       |
| Romania (Nielsen Music Control) | 13       |
| Romania (Media Forest)          | 15       |
| Russia Airplay (TopHit)         | 21       |
| Ukraine Airplay (TopHit)        | 176      |

| Chart (2010)                          | Position |
| ------------------------------------- | -------- |
| Austria (Ö3 Austria Top 40)           | 7        |
| Belgium (Ultratop 50 Flanders)        | 38       |
| Belgium (Ultratop 50 Wallonia)        | 7        |
| Brazil (Crowley)                      | 2        |
| Canada (Canadian Hot 100)             | 55       |
| CIS (TopHit)                          | 37       |
| Denmark (Tracklisten)                 | 10       |
| European Hot 100 Singles (Billboard)  | 6        |
| France (SNEP)                         | 15       |
| Germany (Official German Charts)      | 15       |
| Hungary (Rádiós Top 40)               | 13       |
| Ireland (IRMA)                        | 15       |
| Italy (FIMI)                          | 5        |
| Romania (Media Forest)                | 95       |
| Russia Airplay (TopHit)               | 38       |
| Spain (PROMUSICAE)                    | 5        |
| Spain Airplay (PROMUSICAE)            | 7        |
| Sweden (Sverigetopplistan)            | 10       |
| Switzerland (Schweizer Hitparade)     | 7        |
| Ukraine Airplay (TopHit)              | 89       |
| UK Singles (OCC)                      | 58       |
| US Dance/Mix Show Airplay (Billboard) | 1        |

| Chart (2011)                                | Position |
| ------------------------------------------- | -------- |
| Canada (Canadian Hot 100) Mia Martina remix | 34       |
| CIS (TopHit)                                | 169      |
| Hungary (Rádiós Top 40)                     | 97       |
| Russia Airplay (TopHit)                     | 152      |
| US Billboard Hot 100                        | 54       |
| US Dance/Mix Show Airplay (Billboard)       | 44       |

| Chart (2012)            | Position |
| ----------------------- | -------- |
| Russia Airplay (TopHit) | 185      |

| Chart (2000–2009)       | Position |
| ----------------------- | -------- |
| Russia Airplay (TopHit) | 155      |